# Swiftia rosea
Swiftia rosea is een zachte koraalsoort uit de familie Plexauridae. De koraalsoort komt uit het geslacht Swiftia. Swiftia rosea werd in 1887 voor het eerst wetenschappelijk beschreven door Grieg. 